# Comuna Bucikî, Novhorod-Siverskîi
Bucikî (în ucraineană Бучки) este o comună în raionul Novhorod-Siverskîi, regiunea Cernihiv, Ucraina, formată din satele Bucikî (reședința), Horodîșce, Iasna Poleana, Velîkîi Hai, Vîlciîkî și Zorea.

## Demografie
Componența lingvistică a comunei Bucikî
     Rusă (67,49%)
     Ucraineană (32,51%)
Conform recensământului din 2001, majoritatea populației comunei Bucikî era vorbitoare de rusă (67,49%), existând în minoritate și vorbitori de ucraineană (32,51%).